# 제임스 먼로
제임스 먼로(영어: James Monroe, 1758년 4월 28일 ~ 1831년 7월 4일)는 미국의 5번째 대통령(1817~25)이며, 먼로 독트린을 선언한 것으로 유명하다. 먼로 독트린이란 1823년 12월 대통령의 자격으로 의회에 제출한 연두교서에서 밝힌 외교방침으로 유럽과 미주 대륙간에 상호 불간섭과 유럽국가에 의해 미주대륙에 식민지 건설 배격이 주요 내용이다.
1803년 루이지애나 매입시 협상단 대표로 참여하여 나폴레옹과 협의를 통해 매입에 성공함으로써 당시 미국 영토가 하루아침에 두배로 넓어지게 되었다. 이로써 미국은 본격적으로 서부개척 시대가 열렸다.

## 어린 시절
버지니아 식민지 웨스트모어랜드에서 4남 1녀 중의 맏아들로 태어났다. 그의 아버지 스펜스 먼로 대령은 스코틀랜드에서 건너왔으며, 어머니 엘리자베스는 웨일스에서 건너와 버지니아에서 오랫동안 살았던 것으로 알려졌다.
12세가 될 때까지 제임스는 가정교사에게 배웠으며, 그 후 아버지에 의하여 파슨 아치볼드 캠벨(Parson Archibald Campbell)의 학교로 보내졌다. 그는 등교하는데 항상 아침 일찍 일어나 숲을 지나야했다.
16세때에 윌리엄 앤 메리 대학교에 입학하였다. 그리고 미국 독립 전쟁이 일어나면서 먼로가 군대에 입대하는 계기가 되었다.

### 군인 시절
18세 밖에 안 되었어도 먼로는 중위로 임관되었다. 그는 1776년 뉴욕주의 할렘 하이트와 화이트 플레인에서 싸웠다. 트렌턴 전투에서 자신의 어깨에 상처를 입었을 때 상관들이 그의 용기를 칭송하였다고 한다. 다음 2년동안 뉴저지주의 먼머스와 펜실베이니아주 저먼타운과 브랜드와인에서 싸웠다.
1778년 먼로는 중령으로 진급되어 버지니아에 군대를 모집하러 보내졌다. 자신의 임무에 실패하였으나, 그의 경력에 영향을 주었다. 그리하여 당시 버지니아 주지사 토머스 제퍼슨과 연락이 되었다. 먼로는 제퍼슨의 지도 아래 법률을 공부하여, 그의 정치적 제자와 평생 친구가 되었다.

## 정치 경력
1782년 버지니아 의회에 진출하면서 자신의 공적 경력이 시작되었다. 이듬해 먼로는 아메리카 식민지 동맹 의회에 선출되어 3년 동안 근무하였다. 그는 높은 중앙 집권 정부에 호의를 가지지 못하였으나 의회가 관세를 설립하도록 의도하는 데 법안들을 완화하는 데 성원하였다.
먼로는 개척자들에게 스페인령 영토를 통하는 미시시피강에 선박을 이용할 수 있는 권리를 주는 일을 하였다. 또한 서부의 개척을 위한 제퍼슨의 도안법을 돕기도 하였다. 둘은 서부로 급히 향하였고, 먼로를 그 아름답고 비옥한 자연에 놔두었다. 그러나 그는 지방이 국가의 장래 발전에 중요할 것이라 믿었다.

### 주립 정책
1786년 먼로는 버지니아주 프레더릭스버그에 정착하여 변호사 개업을 시작하였다. 그러나 정치가 그를 자석처럼 끌어당겼다. 버지니아주 의회 선거에 나가 쉽게 우승하였으며 4년 동안 거기에 남아있었다.
1788년 먼로는 미국 헌법을 비준하는 데 주 의회에 요청된 집회에 근무하였다. 그의 강한 연방 정부에 불신임이 헌법을 반대한 패트릭 헨리와 조지 매이슨과 연합하는 원인이 되었다. 그러나 먼로는 온건적인 대립 만을 제의하였고 우아하게 비준을 받아들였다.

### 먼로의 가족
1786년에 먼로는 뉴욕 상인의 딸이자 17세의 엘리자베스 코트라이트(1768~1830)와 결혼하여 슬하 1남 2녀를 두었으나, 아들은 유아로서 사망하였다.
제퍼슨을 위한 먼로의 감탄은 그가 1789년 샬러츠빌에 옮겨가면서 가장 강하게 되었다. 거기에 제퍼슨의 사유지 몬티셀로에서 멀지 않은 곳에 애시 론(Ashi Lawn)을 지었다.

### 미국 상원
먼로는 하원을 위하여 제임스 매디슨을 대항하였으나 패하였다. 1790년 버지니아 입법부는 미국 상원의 의석을 채우기 위하여 먼로를 선출하였다.
상원으로서 먼로는 알렉산더 해밀턴의 연방주의 프로그램에 활발한 대립에 매디슨과 당시 국무부 장관 제퍼슨과 연합하였다. 앨버트 갤러틴과 애런 버 같은 지도자들의 원조로 3명의 버지니아인들은 민주공화당을 창당하였다.

### 워싱턴과 대립
1794년 조지 워싱턴 대통령은 먼로를 프랑스 주재 공사로 임명하였다. 워싱턴은 먼로가 많은 행정적 정책들을 반대하는 것을 알았으나 프랑스와 관계를 향상시킬 수 있는 외교관을 필요하였다. 그는 먼로가 강하게 프랑스를 찬양한 것을 알기도 하였다.
프랑스에서 회담 중에 먼로는 미국과 영국 간의 제이 조약을 "내가 알고 있던 가장 수치적 화해"로서 비난하였다. 1796년 노한 워싱턴은 먼로를 다시 불렀다.
귀국하면서 먼로는 해밀턴과 함께 격심한 논쟁들에 연루되었다. 해밀턴을 명예를 훼손시킨 물질들의 발간으로부터 불화의 결과를 가져왔다. 먼로에게 죄가 씌어졌으나 그는 책임을 거절하였고, 해밀턴은 결국 자신의 죄들을 떨어뜨렸다.

### 외교 활동

루이지애나 매입과 영토 확장

1799년 먼로는 버지니아 주지사로 선출되었다. 주지사를 지내면서 그는 대통령과 의회에 부정하고 악독하에 법죄를 만든 외래와 선동 법령의 이행 동안에 민주적인 진행을 보호하는 중요한 부분을 맡았다.
1803년 제퍼슨 대통령은 뉴올리언스의 매입을 협상하는 데 로버트 리빙스턴을 돕기 위해 먼로를 프랑스로 보냈다. 파리에 도착한 먼로에게 나폴레옹은 뜻밖에 제안을 하였다. 뉴올리언스만이 아니라 루이지애나 전체를 매입하라는 것이었다. 전혀 예상치 못했던 제안을 들은 먼로는 고민하였다. 의회 승인 없이 단독으로 결정할 만한 사항이 아니었기 때문이었다. 결정에 관한 법적인 근거가 없었으나 가격협상에 들어갔다. 최종적으로 협상된 가격은 1,500만 달러였고 매매계약은 1803년 4월 30일 체결되었다. 사절단이 귀국후 국내에서 많은 논란이 있었으나 루이지애나 매입은 의회로부터 승인되었다.
스페인으로부터 플로리다를 매입을 위하여 찰스 핑크니를 돕기위해 먼로를 마드리드로 파견하였다. 매입에는 실패하였으나 제퍼슨은 먼로를 신임하였다. 먼로는 영국 주재 공사로 임명되었다.
먼로는 런던에서 자신의 유용이 끝난 것을 느끼자 1807년 귀국하였다. 그는 제퍼슨을 대통령으로서 뒤를 이을 후보 지명을 위한 충돌을 피하려 하는 후보자가 되었다. 그러나 매디슨이 후보 지명을 이기고 대통령이 되었다. 먼로는 1811년 버지니아 주지사가 다시 될 때까지 버지니아 의회에 근무하였다.

### 국무부 장관
먼로는 매디슨 대통령이 그에게 국무부 장관 직의 임명을 받아들이기 위하여 주지사를 지낸지 3개월 만에 사임하였다. 당시 미국과 영국·프랑스 사이의 관계가 긴장한 편이었다. 영국 해군이 영국 출신의 미국인 항해자들을 데려가 영국군 복무에 돌려보내는 집행을 실시하였다. 추가로 영국과 프랑스는 미국의 해운업과 함께 위대하게 방해되어 서로가 대항하는 데 각각의 해군 봉쇄를 세웠다. 먼로는 곧 이 문제가 평화적으로 결의될 수 없다고 결론을 내렸다.
1812년 전쟁의 시작에 먼로는 육군의 사령관이 되었다. 그러나 매디슨은 그를 내각에 머물도록 납득시켰다. 전쟁부 장관 존 암스트롱은 워싱턴 D.C.에 화재가 일어나는 동안에 임무를 소홀히 한 탓으로 1814년 강제로 사임하였다. 매디슨은 먼로에게 국무부 장관 직을 지속하면서 전쟁부 장관이 되는 데 부탁을 하였다. 먼로는 전쟁이 일어나는 나머지 기간 동안 두개의 장관직을 맡았다. 그가 전쟁부에 들어가면서 미군이 몇몇의 눈부신 승리를 거두었다. 이 승리들은 먼로의 인기를 위대하게 늘였다.
1816년 아직도 국무부 장관 직에 있을 때 먼로는 대통령에 선출되었다. 그는 연방당 후보인 뉴욕주 상원 루퍼스 킹을 183 대 34의 석으로 꺾었다.

## 대통령 재임
먼로의 대통령 재임 세월은 정통적으로 "좋은 기분의 시기"로 알려졌다. 연방당은 1816년 대통령 선거 이후에 차차 사라졌고 많은 국민들은 민주공화당을 지지하였다. 미국은 서부의 정착과 빨리 발달하는 산업으로 번영하였다.

### 아메리칸 시스템
아메리칸 시스템은 먼로의 임기 첫 기간에 주요 논점이었다. 켄터키주의 하원 헨리 클레이가 이 계획을 제출하였다. 그 시스템은 국가를 튼튼히 하는 데 2개의 길로 번영시켰다. 첫째로 서부로 개방하는 데 새로운 도로와 운하들의 건설, 둘째로 북부의 제조업자들에게 용기를 주고 국내 시장들을 발달시키는 데 보호적 관세의 제정이다.
먼로는 연방 정부가 이 활동들을 위한 권력을 가졌다는 것에 의심을 품은 이유로 아메리칸 시스템을 불신임하였다. 먼로는 3달 반 동안에 북부와 서부를 여행하면서 프로그램을 공부하였다. 그러나 이 여행은 의회가 도로와 운하들을 건설하는 데 권력이 없던 그의 "정착된 유죄"를 변화시키지 않았다.
클레이는 지속적으로 싸웠고 자신이 편으로 의회에 승리를 거두었다. 1822년 먼로는 컴벌랜드 로드에 톨게이트들의 연방적 행정을 마련하는 법안을 거부하였다. 그는 국내적 향상들의 진흥을 위하여 의회에 권력을 주도록 헌법적 개정을 강요하였다. 1824년 장래에 향상들을 계획세운 측량 법령에 서명하였다.
클레이는 아메리칸 시스템의 둘째인 보호적 관세를 통하여 밀고 나가는 데 더 많은 성공들을 가졌다. 의회는 1816년 이미 관세율을 일으켰고, 1818년 철강업의 임무를 더욱 늘였다. 1824년 의회는 정통으로 관세율을 일으켰다.

### 지방주의의 시작
1818년 미주리주가 노예주로서 합중국에 편입을 위하여 의뢰하였다. 하원은 더 이상 그 주에 노예들을 데려올 수 없는 준비와 함께 미주리를 편입하는 법안을 통과하면서 남부에서 성을 자극하였다. 상원은 이 준비를 걲었고, 의회는 결국 미주리 협정으로 알려진 계획에 동의하였다.
계획 아래에 의회는 메인주를 자유주로서 합앙중국에 허락을 하였고 미주리 주를 주로서의 지위를 위한 의뢰할 수 있는 헌법을 형성하는 데 권위를 주었다. 의회는 미주리 주에 노예 제도를 허락하였으나 미주리 남부 경계의 북부 루이지애나 매입지의 나머지로부터 금지시켰다. 먼로는 이 토런들과 함께 간섭을 피하였다.
그러나 미주리를 합중국에 편입하는 데 아무 특별 금지 명령에 법안을 서명하지 않겠다고 말하였다.

### 세미놀 전쟁
1812년 전쟁 이래 조지아주의 미국인들은 인디언들과의 자신들의 조약들에 존경하지 않은 이유로 스페인령 플로리다에 있는 인디언들로부터 괴롭힘을 당하였다. 1817년 세미놀 족과 조지아 남부의 정착자들 사이에 싸움이 일어났다. 먼로는 앤드루 잭슨 장군에게 인디언들을 공격하라는 명령을 내렸다. 잭슨은 플로리다의 에버글레이즈로 쫓았다. 그러고나서 스페인령 플로리다의 수도 펜사콜라를 점령하였다.
잭슨의 쉬운 정복은 스페인이 플로리다를 지킬 수 없다는 것을 확신시켰다. 1819년 스페인은 미국이 자신들에 대항하는 데 500만 달러의 청구의 취소를 위하여 플로리다를 미국에 넘겨주는 데 동의하였다.

### 외교술
먼로의 행정부는 미국 외교술에 가장 눈부신 시대들 중의 하나를 나타냈다. 1818년 영국과 체결한 러시-배것 동의서는 오대호에 해군들을 축소시켰다. 1818년 영국은 미네소타-온타리오 경계의 우즈호로부터 로키산맥 만큼 서부로 멀리 49선을 미국과 캐나다의 경계로 세우는 데 동의하였다. 또한 그들은 오리건 지방을 협동으로 지배하는 동의하기도 하였다.
미국의 외교관들은 1819년 스페인에 그들의 영유권을 포기하는 데 설득시켰고, 1824년 러시아도 비슷한 계약에 동의하였다.

### 재선
1820년 대통령 선거에서 먼로는 대립되지 않았다. 그는 선거인단에서 하나를 제외한 모든 투표 성원을 받았다. 뉴햄프셔주의 선거인 윌리엄 플러머는 존 퀸시 애덤스를 지지하였다.

### 먼로 독트린

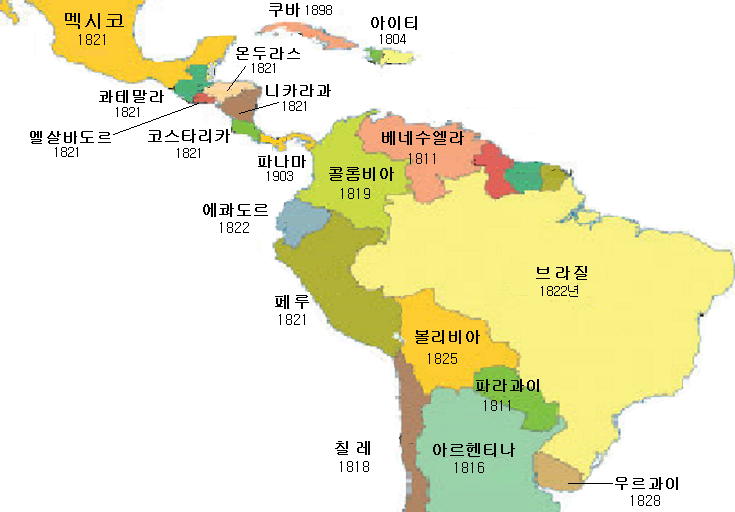
라틴 아메리카 독립 연도

1808년 나폴레옹이 스페인 침공후 왕위를 찬탈한 것이 계기가 되어 중남미 국가들이 독립투쟁을 벌렸으며 1820년대 들어 거의 대부분의 국가들이 독립을 쟁취하였다. 그러자 스페인과 포르투갈은 식민지 회복을 위해 유럽국가들로부터 도움 받기를 원하였다. 빈체제의 시작으로 결성된 신성동맹국들이 중남미의 식민지를 회복시킬 의도를 표방하자, 미국은 반대를 분명히 했다. 식민지 회복은 미국의 안보에 위협요소가 될 수 있었고 영토확장에도 지장을 초래할 수 있었기 때문이다.
영국이 공동선언을 제의했지만 독자적으로 선언을 하여야 한다는 국무장관 애덤스의 주장을 먼로 대통령이 받아들여 단독으로 발표하였다. 1823년에 의회 일반교서 연설에서 처음으로 먼로주의를 밝혔다. 유럽 열강으로 하여금 더 이상 미주 대륙을 식민지화 하거나 미국이나 멕시코 등 미 대륙에 있는 주권 국가에 대한 간섭을 거부하는 내용을 담고 있다. 그 대신 미국은 유럽 열강간의 전쟁에 대해 중립을 준수하기로 했다. 하지만 만약 전쟁이 아메리카 대륙에서 일어날 경우, 미국은 그러한 행위를 미국에 대한 위협으로 간주하기로 했다.
이 선언으로 인해 중남미 신생 독립 국가들은 미국으로부터 독립을 인정 받게 되었으나 아메리카 대륙내에 질서가 미국 주도하에 일방적으로 재편되는 부작용도 발생하였다. 일방적인 외교방침의 선언이라 국제법과 같은 강제력도 없고 즉각적인 영향력을 발휘하지는 못했으나 점차 외교상 실질적인 효과를 불러왔다.

## 이후의 세월
먼로는 버지니아주 리스버그 근처에 있는 자신의 사유지 오크힐에서 퇴직 생활을 하였다. 그는 5년 동안 버지니아 대학교의 평의원을 지냈다.
1829년에는 버지니아 헌법 회의의 투표장 감독이 되었다. 1830년 9월 23일 부인이 사망하여 오크힐에 안장되었다. 장기적 공무원으로서 자신의 몸이 약해지면서 먼로는 변호사 개업을 다시 시작하기에는 너무 늙었다. 1830년 후순에 자신의 재정적 빈곤으로 인하여 뉴욕에 있는 자기의 딸과 살게 되었다.
1831년 7월 4일 뉴욕에서 향년 73세로 사망하였다. 27년 후에 그의 시신은 리치먼드의 헐리우드 묘지로 옮겨졌다. 프레더릭스버그에 있는 그의 법률 사무소는 기념지로 보존되어 왔다.

## 같이 보기
- 먼로주의

## 역대 선거 결과
| 선거명        | 직책명                        | 대수 | 정당           | 득표율  | 득표수 (선거인단) | 결과 | 당락                     |
| ------------- | ----------------------------- | ---- | -------------- | ------- | ----------------- | ---- | ------------------------ |
| 1789년 선거   | 하원의원 (버지니아 제5선거구) | 1대  | 반연방주의자당 | 42.63%  | 972표             | 2위  | 낙선                     |
| 1790년 선거   | 하원의원 (버지니아 제5선거구) | 2대  | 반연방주의자당 | 2.21%   | 3표               | 2위  | 낙선                     |
| 1790년 재선거 | 상원의원 (버지니아 제1부)     | 1대  | 민주공화당     | 100.00% | 1표               | 1위  | 버지니아주 상원의원 당선 |
| 1799년 선거   | 버지니아 주지사               | 12대 | 민주공화당     | 59.41%  | 101표             | 1위  | 버지니아 주지사 당선     |
| 1800년 선거   | 버지니아 주지사               | 12대 | 민주공화당     | 100.00% | 101표             | 1위  | 버지니아 주지사 당선     |
| 1801년 선거   | 버지니아 주지사               | 12대 | 민주공화당     | 100.00% | 1표               | 1위  | 버지니아 주지사 당선     |
| 1808년 선거   | 미국의 부통령                 | 4대  | 민주공화당     | 1.71%   | 3표 (0명)         | 4위  | 낙선                     |
| 1808년 선거   | 미국의 대통령                 | 4대  | 민주공화당     | 2.52%   | 4,848표 (0명)     | 3위  | 낙선                     |
| 1811년 선거   | 버지니아 주지사               | 16대 | 민주공화당     | 65.48%  | 129표             | 1위  | 버지니아 주지사 당선     |
| 1816년 선거   | 미국의 대통령                 | 5대  | 민주공화당     | 68.16%  | 76,592표 (183명)  | 1위  |                          |
| 1820년 선거   | 미국의 대통령                 | 5대  | 민주공화당     | 80.61%  | 87,343표 (231명)  | 1위  |                          |